# Bryconidae
Bryconidae è una famiglia di pesci d'acqua dolce appartenente all'ordine Characiformes.

## Tassonomia
Precedentemente facenti parte della famiglia Characidae, le 49 specie della famiglia Bryconidae sono suddivise in due sottofamiglie:
| Taxon                    | Generi                          |
| ------------------------ | ------------------------------- |
| Sottofamiglia Bryconinae | Brycon, Chilobrycon, Henochilus |
| Sottofamiglia Salmininae | Salminus                        |